# Villemagne-l’Argentière
Villemagne-l’Argentière ist eine südfranzösische Gemeinde mit 420 Einwohnern (Stand 1. Januar 2022) im Département Hérault in der Region Okzitanien. Sie liegt am Fuße der Cevennen im Tal des Flusses Mare. Das Gemeindegebiet gehört zum Regionalen Naturpark Haut-Languedoc.

## Demographie

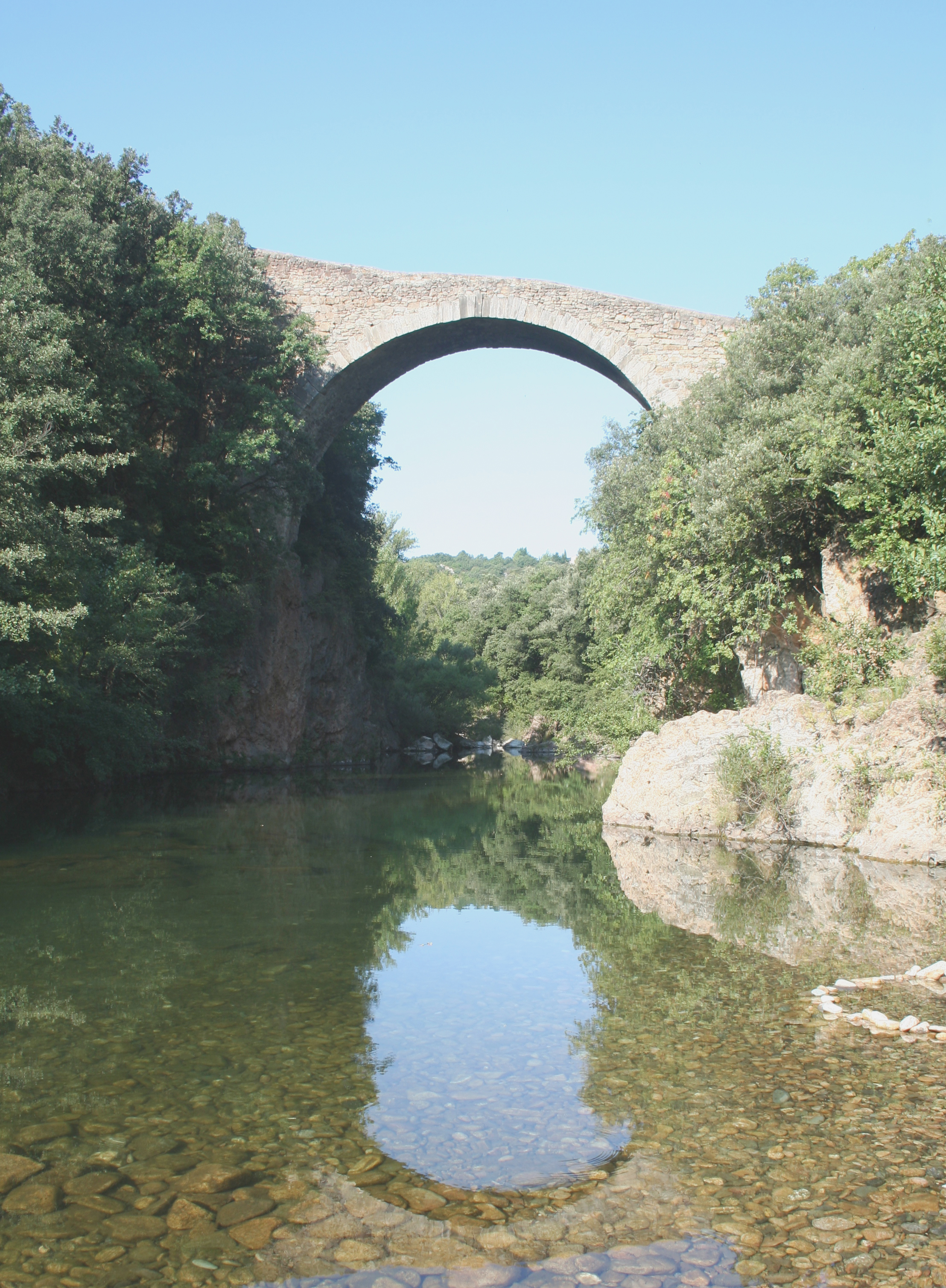
Teufelsbrücke über die Mare

| Jahr      | 1962 | 1968 | 1975 | 1982 | 1990 | 1999 | 2008 | 2017 |
| --------- | ---- | ---- | ---- | ---- | ---- | ---- | ---- | ---- |
| Einwohner | 308  | 320  | 291  | 317  | 365  | 429  | 425  | 433  |